# Проклятое изображение

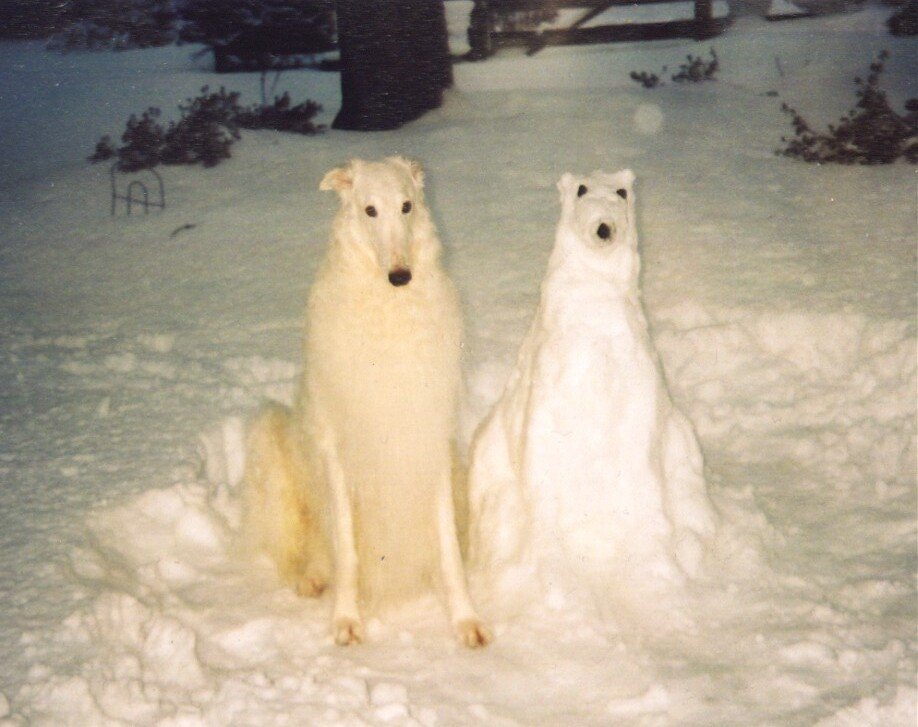
Пример проклятого изображения

Проклятое изображение (англ. cursed image) — понятие, относящееся к изображению, которое воспринимается как загадочное и вызывает чувство тревоги из-за его низкого качества или странного и нелогичного содержания. Проклятое изображение в первую очередь заставляет человека сомневаться в существовании такой фотографии. Проклятые изображения можно воспринимать как визуальный эквивалент крипипасты. С 2016 года такие изображения стали популярными в сети, превратившись в интернет-мем.
Существует также противоположный жанр изображений — «благословенные изображения» (англ. blessed images). Так называют фотографии, которые вызывают у пользователей чувства спокойствия и радости.

## История
Концепция «проклятых изображений» появилась в одном из блогов Tumblr под названием «cursedimages» в 2015 году. На первом выложенном на этом аккаунте изображении виден пожилой фермер, окружённый ящиками с красными помидорами в комнате, обшитой деревянными панелями. В интервью журналу «Paper» в 2019 году владелец блога описал это изображение следующим образом: «Для меня это идеальное проклятое изображение, потому что ни в одной его части нет ничего по-настоящему вызывающего тревогу. Это совершенно приземлённая сцена, превращенная в нечто иное камерой и новым контекстом, который я ей придал».
Хотя термин «проклятое изображение» используется в Tumblr с 2015 года, он стал более популярным к июлю 2016 года, благодаря учётной записи в Twitter с именем «@cursedimages». В интервью 2016 года с писателем для веб-сайта Gizmodo Хадсоном Хонго владелец аккаунта объяснил, что видел «одну или две» публикации в Tumblr, содержащие «необъяснимые, странные» изображения, которые были просто подписаны как «проклятое изображение». Заинтригованный фотографиями, владелец аккаунта начал поиск похожих изображений и, найдя большое их количество, решил «опубликовать их в одном месте». В том же году Брайан Фельдман из New York Magazine взял интервью у Дага Баттенхаузена, владельца блога в Tumblr под названием internethistory, который также публикует «проклятые изображения». Фельдман задал Баттенхаузену вопрос о том, что именно в «проклятых изображениях» так привлекает пользователей, на что тот ответил: «Очень многое. Это загадка фотографии, её странная эстетика, это вид места, которое вы никогда раньше не видели или интимный взгляд на чью-то жизнь».
Фельдман приписывает «проклятую» эстетику природе цифровой фотографии в начале 2000-х, когда в компактных камерах не было современных фильтров, и они часто использовались с «яркой» вспышкой, а фотография делалась скорее для архивных целей, чем для обмена в социальных сетях. Журналист считает такую фотографию «недостаточно старой, чтобы быть „винтажной“, но недостаточно ухоженной, чтобы её можно было признать современной», и видит в этом пример зловещей долины.
Противоположностью проклятого изображения является «благословенное изображение» (англ. blessed image). Также популяризировался другой термин blursed image, особенно на Reddit. В нём сочетаются слова «благословенный» (blessed) и «проклятый» (cursed) для описания изображений, которые можно отнести к обеим категориям.